# Джоанна Фарґус
Джоанна Фарґус (англ. Joanna Fargus, 3 січня 1982) — британська плавчиня.
Учасниця Олімпійських Ігор 2000 року.
Призерка Чемпіонату світу з водних видів спорту 2001 року.
Чемпіонка Європи з плавання на короткій воді 2000 року.
Переможниця Ігор Співдружності 2002, 2006 років.